# GS1
GS1 je neprofitna organizacija koja razvija i održava globalne standarde za poslovnu komunikaciju. Najpoznatiji od tih standarda je bar-kod, simbol otisnut na proizvodima, koji se može elektronički skenirati. GS1 bar-kodovi se skeniraju više od šest milijardi puta svaki dan.
GS1 standardi su dizajnirani kako bi poboljšali efikasnost, sigurnost i transparentnost opskrbnog lanca u fizičkim i digitalnim kanalima u 25 sektora. Oni formiraju poslovni jezik koji identificira, prikuplja i razmjenjuje ključne informacije o proizvodima, lokacijama, imovini i druge. 
GS1 ima 112 lokalnih organizacija članica i 1,5 milijuna tvrtki korisnika. U Hrvatskoj, GS1 Croatia (Hrvatsko udruženje za automatsku identifikaciju, elektroničku razmjenu podataka i upravljanje poslovnim procesima) ima sva ovlaštenja nacionalne organizacije međunarodnog GS1 sustava te je s više od 3000 članica isključivi nositelj licencije GS1 u Republici Hrvatskoj. 

## Povijest
Godine 1969. sektor maloprodaje u SAD-u tražio je način da ubrza proces obrade na blagajnama u trgovinama.  Kako bi se pronašlo rješenje, formiran je ad hoc odbor za tzv. Uniform Grocery Product Identification Code.
Godine 1973. ta skupina odabrala je Jedinstveni kôd proizvoda (engl. Universal Product Code - UPC) kao prvi standard za jedinstvenu identifikaciju proizvoda, a 1974. osnovan je Uniform Code Council (UCC) za administriranje tog standarda. Dana 26. lipnja 1974. paketić Wrigley's gume za žvakanje postao je prvi proizvod s bar-kodom za skeniranje u trgovini.
Godine 1976. originalni 12-znamenkasti kôd proširen je na 13 znamenki, što je omogućilo korištenje identifikacijskog sustava i izvan granica SAD-a. Godine 1977. članice-osnivačice iz 12 zemalja u Bruxellesu su osnovale European Article Numbering Association (ЕАN).
Godine 1990. EAN i UCC potpisali su globalni sporazum o suradnji i proširili svoju prisutnost na 45 zemalja. Godine 1999. EAN i UCC pokrenuli su Auto-ID Centre, kako bi razvili Electronic Product Code (EPC), omogućivši da se GS1 standardi koriste i za RFID.
Godine 2004. EAN i UCC pokrenuli su Global Data Synchronisation Network (GDSN), globalnu inicijativu temeljenu na internetu, koja omogućuje trgovinskim partnerima da efikasno razmjenjuju matične podatke o proizvodima.
Godine 2005. organizacija, prisutna u više od 90 zemalja, počela je koristiti ime GS1.

## Bar-kod
Bar-kod je najpoznatiji GS1 standard, jedinstveni simbol koji kodira identifikacijski broj proizvoda koji se može elektronski skenirati. To omogućuje praćenje, obradu i pohranu podataka o proizvodima diljem svijeta.
Bar-kodovi omogućuju veću sigurnost, pouzdanost, brzinu i efikasnost opskrbnih lanaca. Oni imaju ključnu ulogu u sektoru maloprodaje, omogućujući ne samo bržu obradu na blagajnama, nego i poboljšano upravljanje zalihama i isporukama i priliku za online prodaju na globalnoj razini. Uvođenje bar-kodova u sektor maloprodaje samo u Ujedinjenom Kraljevstvu je rezultiralo uštedama 10,5 milijardi funta godišnje.
Neki od bar-kodova kojima upravlja GS1 su: EAN/UPC (koristi se većinom za robu široke potrošnje), GS1 DataMatrix (koristi se većinom na medicinskim proizvodima), GS1-128 (za transport i logistiku), GS1 DataBar (za svježu hranu) i GS1 QR kod (za marketinške informacije).

### Globalni lokacijski broj (GLN)
GLN (Globalni lokacijski broj, engl. Global Location Number) je numerički kod koji jedinstveno identificira bilo koju pravnu, funkcionalnu ili fizičku lokaciju u sklopu neke poslovne ili organizacijske strukture,
GLN se sastoji od brojeva koji nemaju posebno značenje te služe kao ključ za dohvat informacija iz baza podataka prilikom elektroničke razmjene podataka (engl. Electronic Data Interchange – EDI). 
Prilikom učlanjenja, novim članicama GS1 Croatia se obavezno dodjeljuje tzv. primarni GLN broj koji se veže uz adresu sjedišta te OIB tvrtke.

#### GS1 u suradnji sa UN-om podržava održivu poljoprivredu diljem svijeta[9]
Inicijativa pod nazivom “The Blue Number Initiative, A Global Registry for Sustainable Farmers“ oslanja se na GS1 registar lokacija i GS1 standarde označavanja (GLN), što poljoprivrednicima, državnim institucijama i drugima omogućuje jedinstvenu identifikaciju lokacija te međusobnu komunikaciju kroz cijeli opskrbni lanac, uz upotrebu zajedničkog poslovnog jezika.
Koristeći GLN, GS1 registar svakom poljoprivrednom gospodarstvu, neovisno o veličini i proizvodnji, dodjeljuje jedinstveni identifikator te evidentira certifikat svakog pojedinog gospodarstva, vezan uz održivi razvoj. Sve to dodatno otvara vrata globalnog tržišta hrane manjim poljoprivrednim gospodarstvima, osobito iz država u razvoju.

## Standardi
Najvažniji GS1 standard je GTIN (Globalni broj trgovačke jedinice, engl. Global Trade Item Number). On jedinstveno identificira proizvod diljem svijeta i formira bazu GS1 sustava.
Osnovni GS1 standardi su:
- ALE
- CBV
- EAN/UPC bar-kodovi
- EPC/RFID tags
- EPCIS
- GDSN
- GDTI
- GEPIR
- GIAI
- GINC
- GLN
- GPC
- GRAI
- GS1 DataBar
- GS1 Datamatrix
- GS1 EANCOM
- GS1 EDI
- GS1 SmartSearch
- GS1 XML
- GSIN
- GSRN
- GTIN
- HF Air Interface
- LLRP
- SSCC
- TDS
- TDT
- Traceability
- UHF Gen2 Air Interface

Mnogi GS1 standardi su također i ISO standardi, na primjer GTIN, GLN, SSCC.
GS1 također djeluje i kao sekretarijat za ISO Tehnički odbor za Tehnike automatske identifikacije i prikupljanja podataka (engl. ISO's Automatic identification and data capture techniques technical committee - ISO/IEC JTC 1/SC 31).
GS1 standardi se razvijaju i održavaju kroz GS1 Global Standards Management Process (GSMP), forum temeljen na zajednici koja spaja predstavnike iz različitih industrija i tvrtki. Zajednički oni traže i implementiraju rješenja temeljena na standardima, kako bi riješili česte izazove u opskrbnom lancu.

## Sektori

### Maloprodaja
Maloprodaja je prvi sektor u kojem je GS1 počeo raditi i ostala je njegov primarni fokus. Danas GS1 djeluje u četiri maloprodajna podsektora na globalnoj razini: tekstilna industrija, svježa hrana, prehrambeni sektor i roba široke potrošnje.
Ključna područja fokusa u maloprodaji uključuju održivost, kvalitetu podataka, usklađenost s regulatornim zahtjevima, sljedivost proizvoda od izvora do isporuke i integraciju između proizvođača i dobavljača.
Budući da se potrošači nastavljaju prebacivati s kupovine u fizičkim trgovinama na online trgovine i obratno, oni očekuju konzistentno iskustvo kupovine, efikasnost, sigurnost i brzinu. GS1 je razvio standarde koji jedinstveno identificiraju proizvode za dobrobit potrošača i tražilica, digitalno pružajući točne i potpune podatke o proizvodu.
Velike internetske trgovine poput eBaya, Amazona i Google Shoppinga zahtijevaju od tvrtki korištenje GS1 standarda kao uvjet za prodaju na njihovim web-stranicama.

### Zdravstvo
GS1 već mnogo godina djeluje u sektoru zdravstva s primarnim ciljem povećanja sigurnosti pacijenta i povećanja efikasnosti opskrbnog lanca.
Korištenje GS1 standarda u zdravstvu podržava sljedivost proizvoda od proizvođača do pacijenta, doprinosi detektiranju krivotvorenih proizvoda, pomaže prevenciji pogrešaka u vezi s lijekovima, omogućuje efikasan opoziv proizvoda i podržava kliničke procese.
Iz navedenih razloga regulatorna tijela diljem svijeta nalažu implementaciju GS1 standarda na lijekove i medicinska pomagala.

#### Serijalizacija lijekova
Cilj Direktive 2011/62/EU (FMD – Falsified Medicine Directive) i Delegirane uredbe EU 2016/161 je spriječiti ulazak krivotvorenih lijekova u legalan opskrbni lanac. Zahtijevaju se sigurnosna svojstva i jedinstvena identifikacija lijekova koji se izdaju na recept na razini cijele Europske unije, a rok za provedbu u zemljama članicama EU-a je 9. veljače 2019.
Direktiva i delegirana uredba uvode dva obvezna sigurnosna elementa koja omogućuju verifikaciju i autentifikaciju lijekova: 
1. Jedinstveni identifikator - mora se kodirati koristeći 2D DataMatrix te zapisati u obliku čitljivom ljudskom oku, a mora sadržavati oznaku proizvoda (GTIN), serijski broj, rok valjanosti i broj serije;
2. Zaštita od otvaranja (engl. Anti-Tampering Device) - sigurnosna oznaka koja omogućava provjeru je li pakiranje lijeka otvarano ili izmijenjeno.

Medicinska pomagala i in-vitro dijagnostički medicinski proizvodi  Arhivirana inačica izvorne stranice od 13. veljače 2018. (Wayback Machine)
Europska komisija, US FDA i IMDRF (International Medical Device Regulator Forum) nastoje omogućiti globalno usklađen i postojan pristup povećanju sigurnosti pacijenata, predlažući usklađenu regulativu za medicinske proizvode, koristeći globalne standarde.
Uredba EU 2017/745 o medicinskim proizvodima (primjenjuje od 26. svibnja 2020.),  EU 2017/746 o in-vitro dijagnostičkim medicinskim proizvodima (primjenjuje od 26. svibnja 2022.) i US FDA UDI (engl. Unique Device Identification) zahtijevaju jedinstvenu identifikaciju medicinskih proizvoda u cilju osiguravanja bolje zaštite javnog zdravlja i sigurnosti pacijenata. Navedeno zakonodavstvo usmjereno je na poboljšanje kvalitete, sigurnosti i pouzdanosti medicinskih proizvoda, povećanje transparentnosti informacija za korisnike, kao i na poboljšanje praćenja sigurnosti primjene i nadzora nad tržištem medicinskih proizvoda.
GS1 DataMatrix simbologija može se izravno primijeniti na različite vrste medicinskih proizvoda, čime se postiže efikasna identifikacija i praćenje instrumenata od korištenja do sterilizacije i pohrane. Osnovna karakteristika 2D kodova je mogućnost zapisa brojnih informacija na maloj površini i zato je ta vrsta simbologije najprimjerenija za instrumente, čija je površina ograničena.

### Drugi sektori
GS1 globalno djeluje u još četiri ključna sektora: transport i logistika, posluživanje hrane, tehničke industrije i humanitarna logistika. GS1 organizacije-članice u više od 100 zemalja svijeta zajednički su usredotočene na više od 25 sektora.

## Članstvo
GS1 ima više od 1,5 milijuna članica diljem svijeta. Tvrtke mogu postati članice tako da se učlane u bilo koju od 112 lokalnih GS1 organizacija-članica (u Hrvatskoj djeluje GS1 Croatia). Članstvo u GS1 organizaciji je dobrovoljno.

## Upravljanje i struktura
Upravljanje GS1 ima tri razine:
- Prva razina - GS1 Generalna skupština (engl. GS1 General Assembly) koju čine predstavnici svih organizacija-članica.
- Druga razina - GS1 Upravni odbor (engl. GS1 Management Board) odgovoran je za globalne strateške odluke, a čine ga ključne osobe iz multinacionalnih kompanija i GS1 organizacija-članica. Lokalni GS1 odbori odgovorni su za lokalne strateške odluke, a čine ih ključne osobe iz nacionalnih kompanija. U odborima su jednakomjerno uključeni predstavnici tvrtki-proizvođača i trgovaca. Članovi GS1 Upravnog odbora su visoko rangirani predstavnici sljedećih kompanija:
  - Abudawood
  - Amazon
  - Alibaba Group
  - B. Braun Меlsungen
  - Beijing Hualian Group
  - Campbell Soup Company
  - Carrefour
  - Crossmark
  - Deutsche Post DHL
  - eBay
  - Future Retail
  - Google
  - Independent Grocers Association
  - Johnson & Johnson
  - LF Logistics
  - Маttel
  - Mondelez
  - Nestlé
  - Procter & Gamble
  - Smuckers
  - Target
  - Walgreens
  - Walmart
  - Wegmans
  - GS1 Argentina, GS1 Australia, GS1 Canada, GS1 China, GS1 Germany, GS1 India, GS1 Malta, GS1 UK, GS1 US

- Treća razina – GS1 Globalni ured i lokalne GS1 organizacije-članice. GS1 Globalni ured vodi razvoj i održavanje novih standarda. Lokalne organizacije-članice fokusirane su na lokalnu implementaciju usluga i standarda.

Također, postoje dva odbora na globalnoj razini:
- GS1 Data Excellence Board (zadužen za GS1 strategiju o podacima)
- GS1 Innovation Board (zadužen za GS1 inovaciju i istraživanje i razvoj).[17]

## Financiranje
GS1 organizacije-članice diljem svijeta financiraju svoje lokalne članice putem godišnjih članarina i naknada za servise s dodanom vrijednošću: sljedivost, Data Quality, EANCOM, GDSN, itd.

## Partneri
GS1 je partner mnogih međunarodnih organizacija, među kojima su:
- Consumer Goods Forum[18]
- International Standards Organisation (ISO)[10]
- NATO[19]
- Ujedinjeni narodi[20]
- UN Refugee Agency (UNHCR)[21]
- Svjetska carinska organizacija (WCO)
- International Society for Quality in Health Care (ISQua)
- Joint Initiative Council (JIC)
- GCI (Global Commercial Initiative)

## Vanjske poveznice
- www.gs1.org
- www.gs1hr.org